# بيتر أنغيليس
بيتر أنغيليس (بالفرنسية: Peter Angelis)‏ هو رسام فرنسي وبلجيكي، ولد في 5 نوفمبر 1685 في دونكيرك في فرنسا، وتوفي في 1734 في رين في فرنسا.